# Hatzor HaGlilit
Hatzor HaGlilit (en hebreo:חָצוֹר הַגְּלִילִית) es una localidad israelí localizada en el distrito Norte cerca de Rosh Piná y Safed. Según el censo de 2008 su población era de aproximadamente 8.700 habitantes.

## Etimología
La toponimia de la localidad tiene origen bíblico al llevar el nombre del asentamiento de Tel Hazor.

## Historia
Antes de pasar a manos de Neftalí, uno de los líderes de los israelitas, el asentamiento tenía raíces canaanitas (Josué 19:36) A finales de la Edad de Bronce y principios de la de Hierro fue conquistada por el rey asirio: Tiglath-Pileser III en el año 732 a. C. Con la entrada de sus hombres, la villa fue incendiada y la población se vio forzada a huir.
En 1952 se fundó como maabará en la población palestina de Mughr al-Khayt cuya población, de origen palestino fue desplazada por el Yishuv.
 En cambió empezó a ser repoblada por emigrantes y refugiados judíos, en su mayoría originarios del Norte de África.
En 1956 obtuvo el estatus de "concejo local" y dos años después el de localidad con una población de 4000 habitantes.
A lo largo de los años la ciudad ha preservado la cultura tradicional y religiosa judaica aparte de predominar la población judía a nivel demográfico. Posteriormente se establecería un barrio ultraortodoxo en Gur Hassids.